# Можжевёловая роща
Можжевёловая роща — памятник природы регионального (областного) значения Московской области, который включает уникальные, невосполнимые, ценные в экологическом и научном отношении природные комплексы, нуждающиеся в особой охране для сохранения их естественного состояния:
- участок леса с прогалинами, особо ценный по своим характеристикам — включающий редкую для Московской области популяцию крупных экземпляров можжевельника обыкновенного, в том числе растений древовидной формы;
- места произрастания и обитания редких и уязвимых в Московской области видов растений и животных.

Памятник природы основан в 1988 году. Местонахождение: Московская область, Можайский городской округ, сельское поселение Горетовское, в 1,3 км к юго-востоку от деревни Бели. Площадь памятника природы 4,61 га.

## Описание
Территория памятника природы расположена в пределах Смоленской физико-географической провинции на слабоволнистой водноледниковой равнине, осложненной отдельными камами, моренными холмами, ложбинами и лощинами. Кровля дочетвертичного фундамента местности представлена известняками и доломитами с прослоями глин среднего карбона.
Основную часть памятника природы занимает участок нижней части пологого склона водноледниковой равнины, поверхности которой сложены водноледниковыми супесями и песками с прослоями суглинков и покровными отложениями. В южной половине памятника природы представлены фрагменты сырой лощины. Абсолютные отметки высот в границах памятника природы изменяются от 180 до 186 м над у.м. Основной уклон поверхности имеет субмеридиональное направление, с севера на юг. Крутизна склоновых поверхностей — 1—4°. Поверхности территории осложнены формами нанорельефа — кочками зоогенного происхождения (гнезда земляных муравьев), а также микрозападинами. Антропогенный рельеф представлен отрезком дренажной канавы, совпадающей с участком восточной границы памятника природы, и отдельными ямами глубиной до 0,8 м.
Современные рельефообразующие процессы территории представлены плоскостным смывом, медленным смещением склонового чехла по типу крипа, локальной слабовыраженной суффозией, образованием кочек биогенного генезиса.
Памятник природы относится к бассейну реки Бодни, левого притока реки Москвы. Водотоки бассейна реки Бодни коренным образом трансформированы мелиорацией и влиянием Можайского водохранилища — водоприемника реки. На территории памятника природы водоемы и постоянные водотоки отсутствуют.
В почвенном покрове памятника природы преобладают агродерново-подзолистые и агродерново-подзолисто-глеевые. На песчано-супесчаных почвообразующих породах развиты агродерново-подзолы глеевые.

### Флора и растительность
Растительность памятника природы представлена средневозрастными березовыми, осиново-березовыми и сероольховыми лесами, разнотравно-злаковыми и влажнотравными лугами. По площади преобладает, занимая центральную и северную часть памятника природы, средневозрастный березовый лес с подростом ели гравилатово-папоротниковый с участием широкотравья — осоки волосистой, зеленчука жёлтого, копытня европейского, ландыша майского. Ель выходит в первый ярус преимущественно по опушкам. Группами растет ольха серая, ива козья. Из кустарников встречаются малина (группами), крушина ломкая (довольно много), ива пепельная (группы) и лещина (редко). К неглубоким понижениям приурочен подрост черемухи. Под березами и елями на опушках леса доминируют гравилат речной, крапива двудомная, живучка ползучая, встречаются кочедыжник женский, щитовник картузианский, чистец болотный. В березняке зафиксированы малочисленные группы ветреницы дубравной (вид, занесенный в Красную книгу Московской области). На участках с относительно разреженным травяным покровом по опушкам произрастают — тайник яйцевидный, любка двулистная, пальчатокоренник Фукса, колокольчик персиколистный (редкие и уязвимые виды, не включенные в Красную книгу Московской области, но нуждающиеся на территории области в постоянном контроле и наблюдении). К северо-восточной части памятника природы приурочен средневозрастный березово-осиновый лес с серой ольхой во втором ярусе и крушиной ломкой в подлеске. Травяной покров представлен преимущественно влажнотравьем, включая лютик ползучий, таволгу вязолистную, камыш лесной. Сероольшаники с участием березы, ели и черемухи занимают небольшие участки преимущественно у южной границы памятника природы. Травяной покров в них представлен крапивой двудомной, чистотелом большим, кочедыжником женским; пятнами растет таволга вязолистная. В этих лесах зафиксировано два редких и уязвимых вида растений, не включенных в Красную книгу Московской области, но нуждающихся на территории области в постоянном контроле и наблюдении: у западной границы памятника природы — дремлик широколистный, у южной — колокольчик широколистный.
В западной половине памятника природы находится луговая прогалина (редина, в прошлом сенокос), вытянутая с северо-запада на юго-восток, площадью около 0,5 га. На прогалине произрастают отдельно стоящие молодые деревья ели, березы, сосны, яблони, ивы козьей, осины, а местами кустарники — крушина ломкая, бузина, группы малины. Травяной ярус образован в основном злаками (полевица побегообразующая, овсяница красная, ежа сборная, тимофеевка луговая, щучка дернистая), осокой опушенной, лютиками — едким и ползучим, короставником полевым, буквицей лекарственной, зверобоем пятнистым, золотарником, земляникой лесной, вероникой дубравной; пятнами растет иван-чай. В травяном покрове наиболее влажных участков доминируют таволга вязолистная, крапива, гравилат речной, встречаются дудник лесной, вербейники монетчатый и обыкновенный. Здесь развит почти сплошной (80—90 процентов) покров зеленых гигрофильных мхов.
Популяция можжевельника обыкновенного на территории памятника природы составляет около 250 экземпляров. Более половины из них находятся в сильно ослабленном, вплоть до усыхающего, состоянии. Произрастают они в основном в березовом лесу и на луговой прогалине. В лесу можжевельники не образуют скоплений, имеют преимущественно кустарниковую форму роста, преобладающую высоту 1,5—2 м и приурочены обычно к окнам в древостое, небольшим рединам и опушкам. Крупные можжевельники высотой до 4,5 м здесь единичны. Основное скопление можжевельников находится на прогалине, здесь имеются отдельные экземпляры до 6,5 м в высоту, сохранились крупные растения древовидной формы или имеющие две — пять стволовых ветвей. Общее количество можжевельников высотой более 3 м на территории памятника природы составляет около 40 экземпляров. Отдельные растения плодоносят, при этом их подрост единичен.
В 2013 году на территории памятника природы осуществлены природоохранные мероприятия, в том числе убрано 320 экземпляров можжевелового сухостоя и валежа и высажено 50 саженцев можжевельника.

### Фауна
На территории памятника природы зафиксировано обитание 39 видов позвоночных животных, в том числе двух видов амфибий, одного вида пресмыкающихся, 29 видов птиц и семи видов млекопитающих.
В границах памятника выделяются три зоокомплекса (зооформации): лиственных лесов, хвойных лесов и лугово-полевых местообитаний.
Основу фаунистического комплекса наземных позвоночных животных территории составляют характерные виды лесных местообитаний; виды лугово-полевых местообитаний имеют значительно меньшую долю в видовом составе.
Зооформация лиственных лесов, распространенная в березовых, осиновых и сероольховых участках леса, занимает большую часть территории памятника природы. Здесь распространены следующие виды позвоночных животных: обыкновенная кукушка, рябинник, чёрный дрозд, зарянка, славка-черноголовка, пеночка-трещотка, большая синица, ополовник, обыкновенная лазоревка, обыкновенная пищуха, мухоловка-пеструшка. В березовом лесу на территории памятника природы зафиксирован белоспинный дятел (вид, занесенный в Красную книгу Московской области.
Зооформация хвойных лесов, локально распространенная на участках леса с преобладанием ели в верхнем ярусе включает комплекс видов животных, среди которых: обыкновенная белка, рыжая полевка, большой пестрый дятел, чиж, пухляк, желна, пеночка-теньковка и некоторые другие виды.
В луговой части памятника природы (прогалина) обычны: пашенная полевка, обыкновенный крот. Среди птиц в этих сообществах наиболее часто встречаются лесной конек, серая славка, обыкновенная чечевица, черноголовый щегол, зеленушка, обыкновенный скворец, сорока. Пресмыкающихся представляет живородящая ящерица.
Во всех типах природных сообществ территории памятника природы обитают: заяц-беляк, обыкновенная лисица, лось, зяблик, пеночка-весничка, певчий дрозд, белобровик, обыкновенный поползень, остромордая и травяная лягушки.

## Объекты особой охраны памятника природы
Места произрастания и обитания охраняемых в Московской области, а также иных редких и уязвимых видов растений и животных, зафиксированных на территории памятника природы.
Охраняемые в Московской области, а также иные редкие и уязвимые виды растений:
- вид, занесенный в Красную книгу Московской области: ветреница дубравная;
- виды, являющиеся редкими и уязвимыми таксонами, не внесенные в Красную книгу Московской области, но нуждающиеся на территории области в постоянном контроле и наблюдении: дремлик широколистный, тайник яйцевидный, любка двулистная, пальчатокоренник Фукса, колокольчик широколистный, колокольчик персиколистный.

Охраняемый в Московской области вид животных, занесенный в Красную книгу Московской области: белоспинный дятел.
Иные объекты охраны — крупная популяция можжевельника обыкновенного, включающая растения редкой древовидной формы.